# 奥利弗·威尔克斯
奥利弗·威尔克斯（英語：Oliver Wilkes，1995年7月14日—），英国男子赛艇运动员。他曾代表英国参加2024年夏季奥林匹克运动会赛艇比赛，获得男子四人单桨无舵手铜牌。